# Giovanni Corvino
Giovanni Corvino, anche Giovanni Hunyadi (in ungherese János Corvinus, in croato Ivaniš Korvin; Buda, 2 aprile 1473 – Krapina, 12 ottobre 1504), è stato un nobile ungherese, figlio illegittimo di Mattia Corvino, re d'Ungheria e di Barbara Edelpöck, figlia di Hans Edelpöck, un cittadino di Stein, l'odierna Krems an der Donau.

## Biografia
Deve il suo nome al corvo che ornava lo stemma del padre. Mattia originariamente aveva intenzione di avviarlo alla carriera ecclesiastica, ma successivamente, avendo perso la speranza che sua moglie Beatrice d'Aragona gli potesse dare una prole legittima, decise di nominarlo suo erede al trono. Pertanto iniziò ad assegnargli onori e possedimenti, lo dichiarò pubblicamente suo successore, lo nominò principe e gli assegnò degli appannaggi in Slesia (ducato di Glogau e di Opava), quindi fece in modo che tutti i comandanti delle fortezze del regno stipulassero un giuramento di alleanza con lui, infine provò ad organizzargli un matrimonio con Bianca Maria Sforza di Milano, progetto che non andò in porto per gli intrighi della regina Beatrice, che era contraria alla nomina di Giovanni a successore di Mattia.
Mattia inoltre intendeva ottenere il riconoscimento di Giovanni come principe reale d'Ungheria da parte dell'imperatore Federico III, restituendo in cambio parte dei territori conquistati della casa di Asburgo; ma la sua morte improvvisa lasciò la questione ancora in sospeso e il giovane principe (all'epoca della morte del padre aveva 17 anni) si trovò solo da un momento all'altro in mezzo a nemici più furbi e risoluti di lui.
In primo luogo fu convinto a rinunciare formalmente al suo diritto al trono d'Ungheria a condizione che gli fosse assegnata la corona di Bosnia. Poi fu persuaso a ritirarsi verso sud con i tesori reali che Mattia gli aveva donato, al che un esercito lo inseguì, disperse le truppe a lui fedeli (Battaglia del Campo del Osso) e lo derubò di tutto.
Nel frattempo la dieta ungherese aveva scelto Ladislao Jagellone come re della Boemia (15 luglio 1490), al quale Giovanni si recò prontamente a rendere omaggio nel tentativo di conservare qualcosa delle sue fortune. In quella occasione venne riconosciuto da Ladislao come duca di Slavonia e di Troppau, titoli che però fu costretto a cedere cinque anni più tardi.
In occasione dell'invasione dell'Ungheria da parte di Massimiliano I, Giovanni dimostrò la sua lealtà verso la corona restituendo a Ladislao le tre fortezze di Pressburg (Bratislava), Komárom e Tata, che gli erano state affidate dal padre. Incoraggiati da questo comportamento accondiscendente, i principali dignitari della corte, capeggiati dal Palatino Stephan Zápolya, sporsero un reclamo al re per ottenere la restituzione di quasi tutte le proprietà restanti di Giovanni, costringendolo ad intraprendere una serie di costosi processi.
Nel 1496 Giovanni Corvino sposa Beatrice di Frangipan, figlia di Bernardo, di nobile famiglia croata. Le sue prospettive quindi migliorano e nel 1498 viene nominato Bano di Croazia e di Slavonia. Dal 1499 al 1502 difende con successo la Bosnia contro i Turchi e nell'anno seguente aspira alla carica di Palatino, ma viene sconfitto a causa della contrarietà di una parte della nobiltà.
Giovanni Corvino morì il 12 ottobre 1504, lasciando una figlia e due figli in giovane età, Elisabetta (21 dicembre 1496 - 1508), Cristoforo (8 agosto 1499 - 17 marzo 1505) e Mattia (ottobre 1504 - marzo 1505). Con la morte prematura dei due maschi, a pochi giorni di distanza l'uno dall'altro e probabilmente per avvelenamento, si estinse la linea maschile della casa Hunyadi, estinzione poi completa quando anche Elisabetta morì prima di poter avere discendenza.